# Hr.Ms. Haarlem (1984)
De Hr.Ms. Haarlem (M 853) is een Nederlandse mijnenjager van de Alkmaarklasse en het elfde schip vernoemd naar de Noord-Hollandse stad Haarlem. Het schip is gebouwd door de scheepswerf van der Giessen de Noord in Alblasserdam.
In 1991 nam de Haarlem samen met de Zierikzee en de Harlingen deel aan operatie Phalanx Mike tijdens de Tweede Golfoorlog. Tijdens operatie Phalanx Mike stonden deze schepen onder commando van de West-Europese Unie en in totaal werden er door schepen 35 mijnen geruimd.
Het schip is in 2008 gemoderniserd (PAM) en heeft van april 2011 tot oktober 2011 deelgenomen aan de missie unified protector nabij de kust van Libië. Het schip is na thuiskomst in oktober 2011 vanwege bezuinigingen bij defensie buiten dienst gesteld.